# 9158 Plate
A 9158 Plate (ideiglenes jelöléssel 1984 MR) a Naprendszer kisbolygóövében található aszteroida. Tamara Mihajlovna Szmirnova fedezte fel 1984. június 25-én.